# Nonane
Die Nonane sind eine Stoffgruppe aus der Gruppe der Alkane. Namensgeber ist der lineare Vertreter Nonan. Die Nonane umfassen 35 konstitutionsisomere bzw. 55 konstitutions- und konfigurationsisomere Verbindungen mit der Summenformel C9H20.

## Eigenschaften
Alle Nonane sind farblose, brennbare Flüssigkeiten mit benzinartigem Geruch. Das unverzweigte Nonan schmilzt bei −54 °C und siedet bei 151 °C; das nahezu kugelförmige 3,3-Diethylpentan schmilzt bei −33 °C. In Wasser sind Nonane unlöslich, mit den meisten organischen Lösungsmitteln in jedem Verhältnis mischbar.

## Verwendung
n-Nonan sind Bestandteile von Kraftstoffen. In der Destillationstechnik wird es als Schleppmittel verwendet.

## Gefahren
Nonane sind brennbar; Nonanbehälter müssen an einem gut belüfteten Ort aufbewahrt werden. Des Weiteren müssen sie von Zündquellen ferngehalten werden und es müssen Maßnahmen gegen elektrostatische Aufladung getroffen werden. Nonan bildet bei einem Luftvolumenanteil von 0,7 bis 5,6 % explosive Gemische.

## Isomere
1. n-Nonan
2. 2-Methyloctan
3. 3-Methyloctan
4. 4-Methyloctan
5. 2,2-Dimethylheptan
6. 2,3-Dimethylheptan
7. 2,4-Dimethylheptan
8. 2,5-Dimethylheptan
9. 2,6-Dimethylheptan
10. 3,3-Dimethylheptan
11. 3,4-Dimethylheptan
12. 3,5-Dimethylheptan
13. 4,4-Dimethylheptan
14. 3-Ethylheptan
15. 4-Ethylheptan
16. 2,2,3-Trimethylhexan
17. 2,2,4-Trimethylhexan
18. 2,2,5-Trimethylhexan
19. 2,3,3-Trimethylhexan
20. 2,3,4-Trimethylhexan
21. 2,3,5-Trimethylhexan
22. 2,4,4-Trimethylhexan
23. 3,3,4-Trimethylhexan
24. 3-Ethyl-2-methylhexan
25. 4-Ethyl-2-methylhexan
26. 3-Ethyl-3-methylhexan
27. 3-Ethyl-4-methylhexan
28. 2,2,3,3-Tetramethylpentan
29. 2,2,3,4-Tetramethylpentan
30. 2,2,4,4-Tetramethylpentan
31. 2,3,3,4-Tetramethylpentan
32. 3-Ethyl-2,2-dimethylpentan
33. 3-Ethyl-2,3-dimethylpentan
34. 3-Ethyl-2,4-dimethylpentan
35. 3,3-Diethylpentan